# Karel Pilík
Karel Pilík (24. prosince 1918 Praha – 1. dubna 2007 Praha) byl český římskokatolický kněz, který dlouhá léta působil jako duchovní správce ve farnosti u kostela sv. Cyrila a Metoděje v pražském Karlíně a později se stal rektorem Arcibiskupského semináře v Praze (1990–1993) a papežské koleje Nepomucenum (1993–1995). Papež ocenil jeho činnost titulem Kaplan Jeho Svatosti.